# ユート族

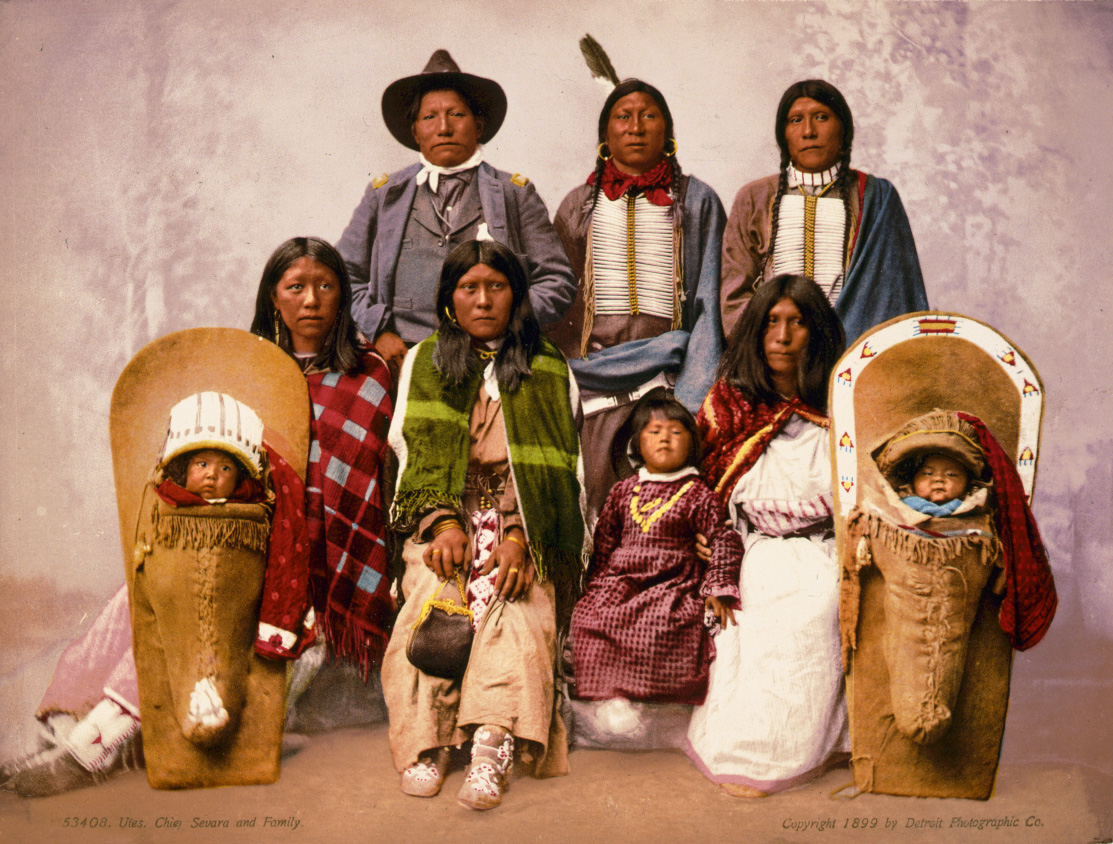
ユトのSevero酋長とその家族。1899年。

ユート族（Ute) (/ˈjuːt/) は、アメリカインディアンの部族の一つ。ユート・アステカ語族に属する。ユテ族、またはユート族。ユート族の居留地はユタ州の東部、コロラド州の南西部にある。ユタ州の「ユタ」はこのユトから来ている。

## 文化
- 「ユト」という語はユト語ではなく、その意味ははっきりしない。スペイン人の文献に「Yuta」という名前で出てくるのが初出である。彼ら自身の自称は「ヌーチ」（「人」を意味する）である[2]。
- 大きく山岳ユート族、北部ユート族、南部ユート族の三つに分かれる。かつては南西部や平原に下りては略奪とバッファロー狩りを生業とする、山岳騎馬民族だった。
- 氏族（クラン）社会である。春に「熊の踊り（ベアー・ダンス）」の儀式を盛大に執り行う。

## 経済
- 牧畜、石油・天然ガス資源など。
- 2000年1月14日、米政府は1916年にユート族から没収したユタ州の土地約3万4千ヘクタールをユート族に返還すると発表した。（アラスカ、ハワイ両州を除けば、過去100年間で最大の先住民に対する土地返還である。）この返還は条件つきで、コロラド川に蓄積した低レベル放射性廃棄物の除去費用として、ユート族が地下資源採掘に伴う収益の8.5%をエネルギー省に提供するというものである。これは冷戦時代のウラン精錬によるもので、この川の水を飲料水とする住民はユタ、アリゾナ、ネバダ南部、カリフォルニア南部で合計三千万人ともいわれ、問題となっていた。ユート族にはこれといった産業もなく、この理不尽な条件を飲まざるを得なかった。
- 2007年8月、コロラドの山岳ユート族は、隣接するナバホ族保留地に建設予定中の石炭発電所について反対声明を出した。同発電所はナバホ族の雇用を促進する一方、フォー・コーナーズ一帯に甚大な環境被害を及ぼすと懸念されている。

## その他
NCAAは、2005年8月に、ポストシーズンにおけるインディアン・マスコットの使用の廃止方針を打ち出したが、ユタ大学はこれを不服として同大学の「ユート族」、「走るユート族」のチーム名を商標登録し、その見返りにユート族に対し奨学金を支払うと約束した。しかし、同大学がこれを守らず、奨学金を払っていないとして、2008年12月、ユート族学生たちが同大学内でデモ行進をするなど、抗議運動が高まりつつある。

## ユートの神話
- Ute mythology（英語版）

## 著名人
- ユウレイ酋長　ユート族のウンコンパグレ部族のリーダー。
- カルロス・ナカイ　ネイティブアメリカンフルート奏者。ナバホ族との混血。